# Wilhelmka wytworna

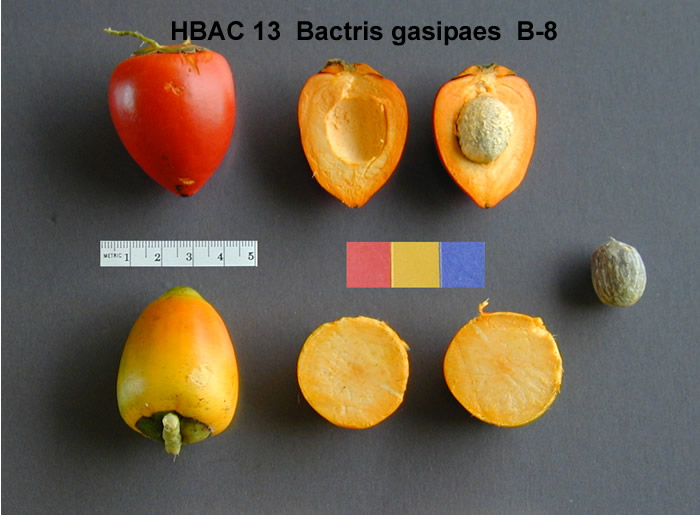
Owoce

Wilhelmka wytworna (Bactris gasipaes L.) – gatunek rośliny z rodziny arekowatych (palm). Pochodzi z tropikalnych rejonów Ameryki.

## Morfologia
KłodzinaSzybko rosnąca, wysoka palma, osiągająca wysokość zwykle do 20 m. Kłodzina poniżej korony liściowej pokryta jest gęsto długimi, twardymi cierniami, pomiędzy którymi znajdują się wąskie pierścienie bez cierni.
LiściePióropusz składa się z przewieszonych łukowato, pierzastych liści o długości do 3,5 m. Ogonki o oś liścia pokryte cierniami.
KwiatyKwiatostany rozgałęzione, wyrastające spomiędzy liści. Drobne kwiaty w kolorze żółtawobiałym.
OwoceLekko kanciaste, do 6 cm długości. Zazwyczaj trójbarwne, zielono-żółto-pomarańczowe.

## Zastosowanie
- Owoce zawierają dużo skrobi i są jadalne po ugotowaniu. Wykorzystywane są do produkcji mąki.
- Z owoców sporządza się także napój alkoholowy, używany do celów rytualnych[4].
- Spożywane jest również tzw. serce palmy.
- Ciernie służą do wyrobu strzał do dmuchawek.
- Włókna z ogonków liściowych wykorzystywane są do splatania sznurów.